# تپه قلعه پولاد بگ
تپه قلعه پولاد بگ مربوط به سده‌های اولیه دوران‌های تاریخی پس از اسلام است و در شهرستان سقز، بخش زیویه، روستای کردکند واقع شده و این اثر در تاریخ ۲۳ شهریور ۱۳۸۲ با شمارهٔ ثبت ۱۰۰۸۳ به‌عنوان یکی از آثار ملی ایران به ثبت رسیده است.